# (32213) Joshuachoe
(32213) Joshuachoe est un astéroïde de la ceinture principale.

## Description
(32213) Joshuachoe est un astéroïde de la ceinture principale. Il fut découvert le 23 juillet 2000 à Socorro (Nouveau-Mexique) par le projet LINEAR. Il présente une orbite caractérisée par un demi-grand axe de 2,88 UA, une excentricité de 0,04 et une inclinaison de 1,2° par rapport à l'écliptique.

## Compléments